# Maroan Sannadi
Maroan Sannadi Harrouch  (Vitoria-Gasteiz, 1 februari 2001) is een Marokkaans-Spaans voetballer die bij voorkeur als aanvaller speelt. Hij tekende in januari 2025 voor Athletic Bilbao.

## Clubcarrière
Sannadi verruilde in 2021 CD Ariznabarra voor San Ignacio. In 2022 trok hij naar Deportivo Alavés, dat hem meteen voor één seizoen uitleende aan Barakaldo CF. Hij speelde nog twee seizoenen bij het tweede elftal van Deportivo Alavés. Op 1 februari 2025, op zijn vierentwintigste verjaardag, tekende hij een contract tot 2029 bij Athletic Bilbao.  Op 8 februari 2025 debuteerde Sannadi in La Liga tegen Girona.

## Interlandcarrière
Op 6 juni 2025 maakte Maroan Sannadi zijn debuut voor het Marokkaans voetbalelftal in een vriendschappelijke wedstrijd tegen Tunesië. Hij viel in de 78e minuut in als vervanger van Ismael Saibari droeg rugnummer 27. Met deze invalbeurt speelde hij zijn eerste officiële minuten voor het nationale team van Marokko.